# Martin Grabmann
Martin Grabmann (né le 5 janvier 1875 à Winterzhofen, dans le Haut-Palatinat et mort le 9 janvier 1949 à Eichstätt) est un dogmaticien, un théologien, un philosophe et un historien allemand. Il a fait des recherches importantes sur la philosophie et la théologie médiévale.

## Biographie
Martin Grabmann fréquenta le Gymnasium humaniste d'Eichstätt et, de 1893 à 1898, étudia au lycée épiscopal de cette ville la philosophie et la théologie. Il fut ordonné prêtre en 1898 et eut charge d'âmes pendant deux ans à Kipfenberg, Allersberg et Neumarkt dans le Haut-Palatinat. Il continua ensuite ses études à Rome, à l'université pontificale Saint-Thomas-d'Aquin, où il fut suivi par Franz Ehrle et Denifle. En 1901 il passa le doctorat de philosophie et en 1902 celui de théologie. À l'automne 1906 il devint professeur extraordinaire de dogmatique au Lycée épiscopal d'Eichstätt et en 1913 professeur titulaire de philosophie chrétienne à la faculté de théologie de Vienne. De 1918 jusqu'à la suppression de la faculté de théologie en 1939, il enseigna à Munich la dogmatique. En mai 1943 il alla s'établir à Eichstätt.
Grabmann entreprit une vaste recherche de sources pour l'histoire de philosophie et de la théologie au Moyen Âge et rédigea des ouvrages fondamentaux sur la scolastique. En 1954 Michael Schmaus, son successeur, fonda à l'université de Munich l'institut Grabmann, voué à la recherche en philosophie et en théologie.

## Œuvres (une sélection)
- Die Geschichte der scholastischen Methode, 2 vol., 1909- 1911
- Thomas von Aquin. Persönlichkeit und Gedankenwelt, 1912
- Mittelalterliches Geistesleben, 3 vol., 1926 - 1956
- Die Geschichte der katholischen Theologie seit dem Ausgang der Väterzeit, 1933

## Source
- (de) Cet article est partiellement ou en totalité issu de l’article de Wikipédia en allemand intitulé « Martin Grabmann » (voir la liste des auteurs).